# Jean-Baptiste Lanoix
Jean-Baptiste Lanoix, né le 16 mars 1740 à Larche (Corrèze) et mort le 20 juillet 1845 à La Guillotière, est un pharmacien et chimiste français, auteur d'un manifeste qui pose les bases de l’éclairage et du chauffage au gaz qu'il mit en application en construisant une usine à Lyon.

## Biographie
Jean-Baptiste Lanoix est né en 1740 et meurt en 1846, à l'âge de 105 et 4 mois. Il eut dix-sept frères et sœurs dont les six premiers moururent à la naissance. Son épouse est la sœur de l'architecte Jean Rondelet qui participa à l'édification du Panthéon de Paris.

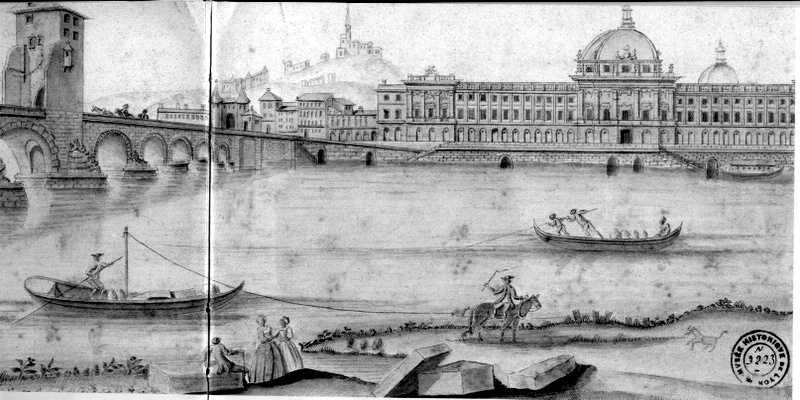
L'Hôtel-Dieu et le pont de la Guillotière à la fin du

Jean-Baptiste Lanoix qui effectua ses études de pharmacie à Paris prend la succession de son père dans la profession d'apothicaire et installe son officine dans la rue Saint-Dominique à Lyon. En 1783, alors qu'il est premier syndic des maîtres apothicaires de la ville de Lyon, il participe aux procès intenté par les apothicaires de Lyon contre l'Hôtel Dieu, principal hôpital de la ville afin d'empêcher la vente publique des remèdes par cet établissement.
Entre 1778 et 1780, il publie un rapport sur l'analyse des eaux minérales d'Orliénas, source située au sud de Lyon et découverte en 1779 et en profite pour mettre au point un appareil pour doser le gaz contenu dans les eaux, l'« hydropneumatique ».
En 1784, il crée un four de boulanger brûlant du charbon de terre au lieu de bois, et lance une usine dans la presqu'île de Perrache de test des fours et inventa un appareil d'éclairage au gaz de charbon. Ces inventions furent oubliées au cours de la période révolutionnaire.
Élève de Franz-Anton Mesmer, inventeur du « baquet de Mesmer », il rentre en possession de l'un d'entre eux. De retour à Lyon, il perfectionne ce baquet en joignant au magnétisme animal l'application des courants électriques et pratiqua l'électrisation de certains de ses patients.

## Inventeur d'un système de chauffage et d'éclairage
Selon le Dr Lapointe, auteur de sa biographie, l'usine de combustion de la houille de Perrache créée par Lanoix produisait du « coack » (coke), du goudron, du noir de fumée et du gaz hydrogène carboné qui lui permettait d'éclairer et de chauffer sa maison située à proximité,.
Cette innovation ne donna aucune suite et l'idée même de ce système fut mise au point par un procédé similaire qui fut attribué au chimiste français Philippe Lebon qui déposa le premier un brevet d'invention pour le système de gaz d'éclairage en 1799.

## Œuvres
- Analyse des eaux minérales d'Orlienas (1780) [7].